# Bogomir Ecker
Bogomir Ecker (Maribor, 1950) is een Duitse beeldhouwer en installatiekunstenaar.

## Leven en werk
Ecker werd geboren in de stad Maribor, de tweede stad in het historische Stiermarken, in Slovenië en verhuisde als zesjarige met zijn familie naar Duitsland. Hij groeide op in Duisburg en volgde van 1965 tot 1968 een opleiding als letterzetter. Ecker studeerde van 1971 tot 1973 bij Horst Egon Kalinowski aan de Kunstakademie Karlsruhe en aansluitend tot 1979 bij onder anderen Fritz Schwegler en Erich Reusch aan de Kunstakademie Düsseldorf.
Ecker werd uitgenodigd voor deelname aan documenta 8 van 1987 in de Duitse stad Kassel en hij was met werk vertegenwoordigd bij de exposities Köln Skulptur 2 (2000-2001), 3 (2001-2003) en 4 (2007-2009). In 2010 was hij aanwezig bij enkele manifestaties van Ruhr.2010 in het Ruhrgebied. Ecker was van 1993 tot 2002 hoogleraar beeldhouwkunst aan de Hochschule für bildende Künste Hamburg en sinds 2002 hoogleraar aan de Hochschule für bildende Künste in Braunschweig.
De kunstenaar woont en werkt in Düsseldorf en is lid van de Akademie der Künste in Berlijn.

## Werken in de openbare ruimte (selectie)
- Ohr[1] (1986), Skulpturenpark Köln in Keulen
- Hohlweg I (1986), Jenisch Park in Hamburg
- Hohlweg III (1986), Sprengel-Museum in Hannover
- Boden/ 1 Herz (1988/90), Beeldenpark van het Lehmbruck-Museum in Duisburg
- Schrei (1991/92), Beeldenpark Im Tal bij Hasselbach in het Westerwald
- Fokussierendes Mitteilungsgerät (1994), Technische Fakultät Universität Erlangen in Erlangen
- Figur und Hänger (1999), Landeszentralbank Oldenburg in Oldenburg
- Big-Bang (1999), Orangerie van de Staatliche Kunsthalle Karlsruhe in Karlsruhe
- Periskop, Petuelpark in München
- Trillerpfeifen und Ghettoblaster[2](2004), Museum der bildenden Künste in Leipzig
- Aliud[3] (2001), Zentrale Polizeitechnische Dienste aan de Innenhafe in Duisburg, waarvoor hij in 2002 de mfi Preis Kunst am Bau kreeg
- Belleville 3 (2005), Akademie der Künste in Berlijn
- Nur Oben (2006), Ludwig-Erhard-Straße in Düsseldorf
- Stimmen-Turbulator (man ist nie allein) (2006), Hamburger Kunsthalle in Hamburg
- Biotop # 3 (2006), Museum Folkwang in Essen
- Longitude I[4] (2009), Place Flagey in Brussel
- Abnehmende Aussicht (2010), Kunstprojekt über Wasser Gehen - Ruhr.2010, Schwarzer Weg in Bönen
- Reemrenreh (kaum Gesang) (2010), Emscher Kunst - Ruhr 2010, Herner Meer in Herne

## Fotogalerij

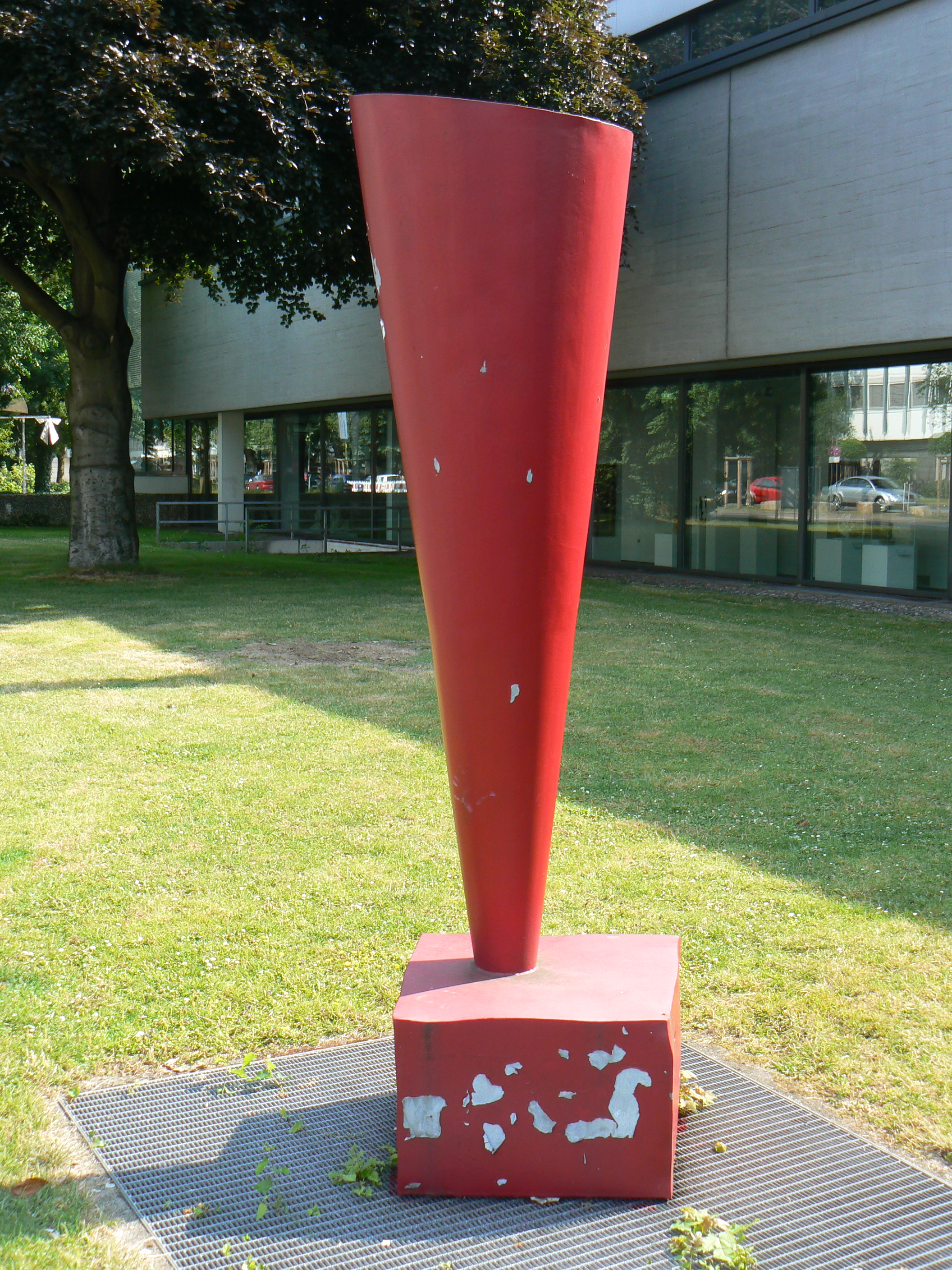
Boden/ 1 Herz (1988/90)
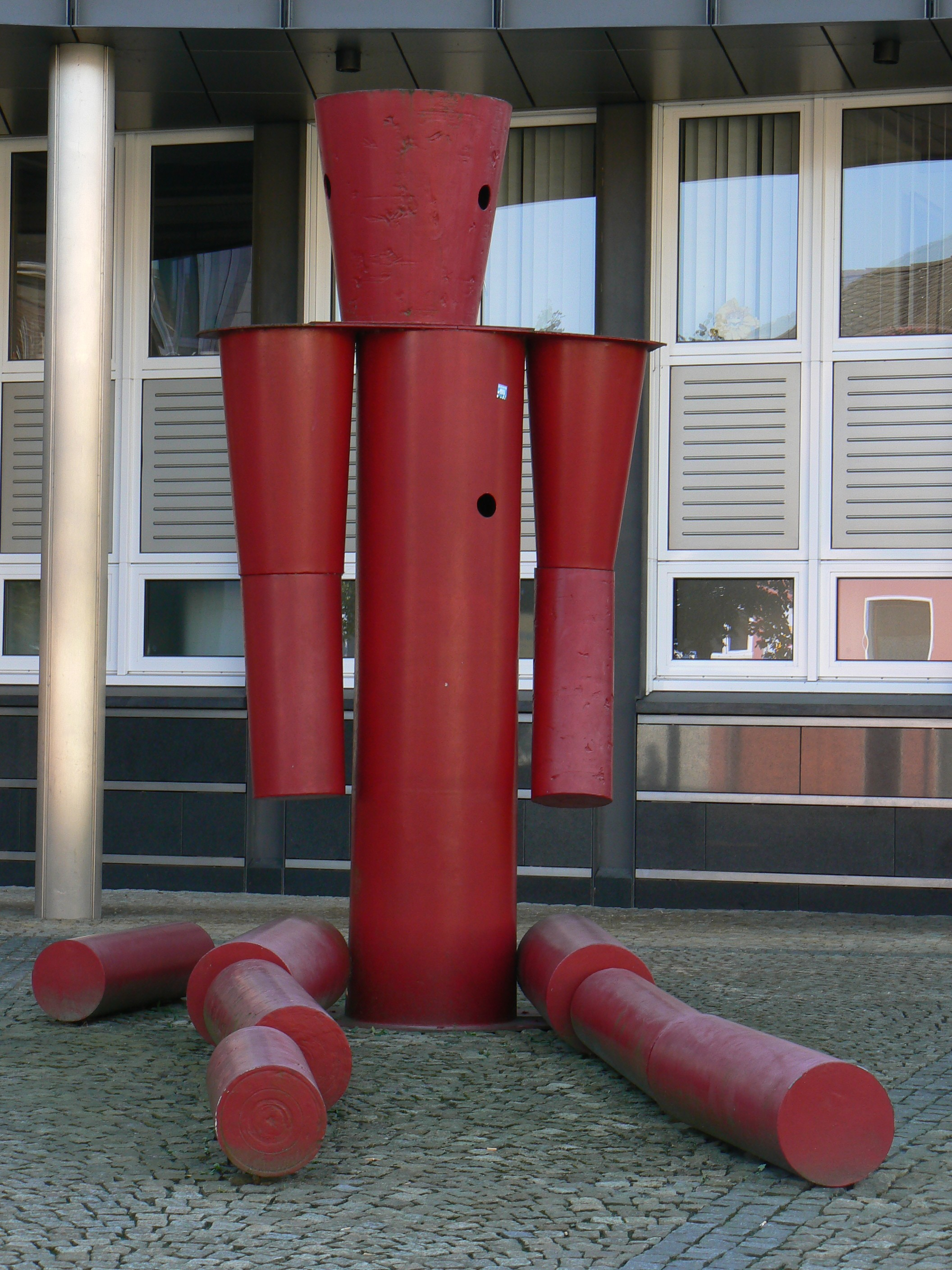
Figur und Hänger (1999)
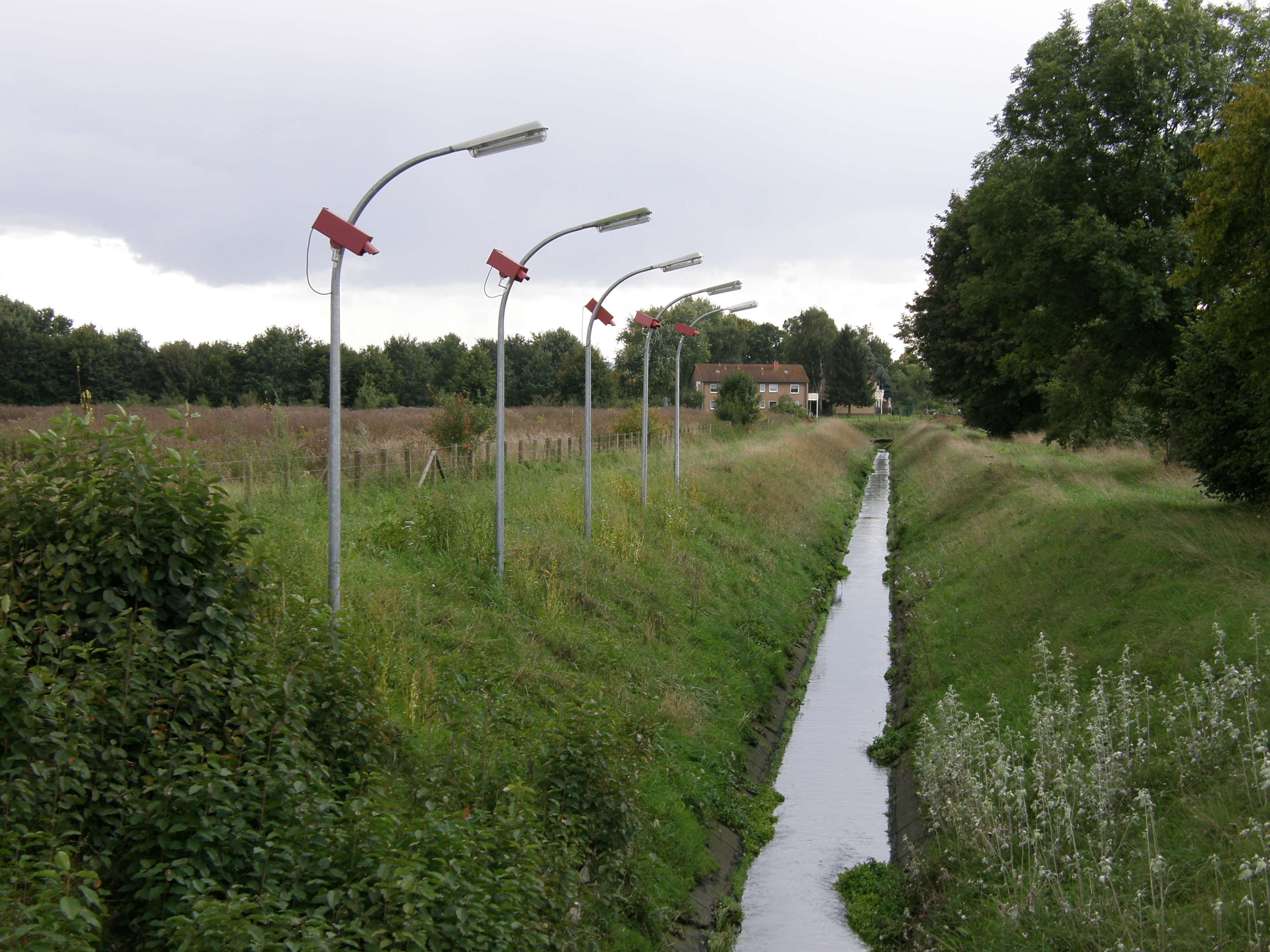
Abnehmende Aussicht (2010)
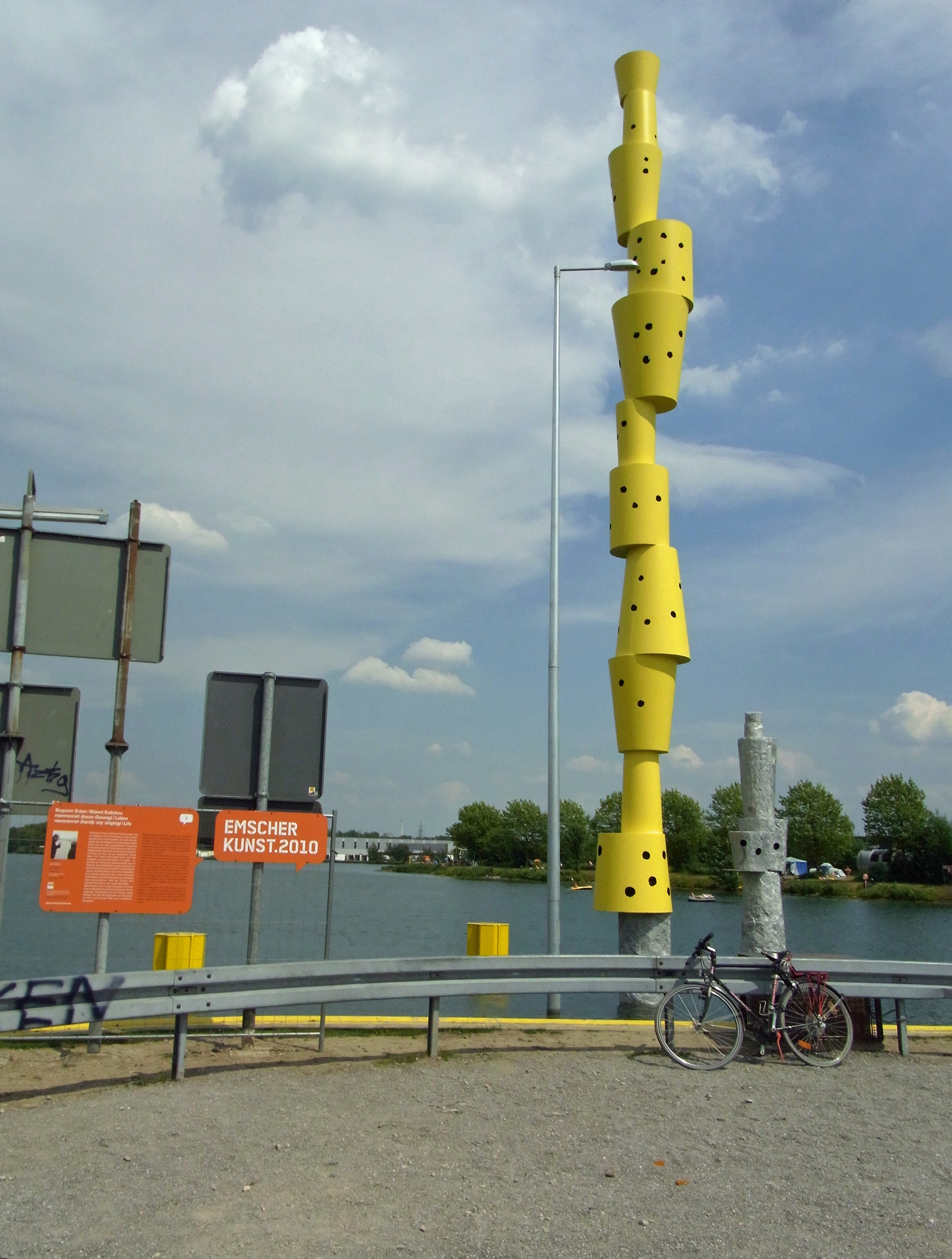
Reemrenreh (2010)